# Lars Lennart Forsberg
Lars Lennart Forsberg (Stoccolma, 31 luglio 1933 – Ystad, 3 gennaio 2012) è stato un regista e sceneggiatore svedese, vincitore del Guldbagge come miglior regista nel 1970.

## Biografia
Tra il 1969 e il 2005 diresse venti pellicole cinematografiche.

## Filmografia
- Misshandlingen - L'aggressione (Misshandlingen)

## Premi e riconoscimenti
Guldbagge
1970 - Miglior regista per Misshandlingen - L'aggressione